# Sujewka (Kaliningrad)
Sujewka (russisch Зуевка, deutsch Rogainen, Kreis Labiau, 1938 bis 1945 Hornfelde, litauisch Rogainiai) ist ein Ort in der russischen Oblast Kaliningrad. Er gehört zur kommunalen Selbstverwaltungseinheit Stadtkreis Polessk im Rajon Polessk.

## Geographische Lage
Sujewka liegt 32 Kilometer östlich der Kreisstadt Polessk (Labiau) an einer Stichstraße, die in westliche Richtung von der  Föderalstraße A216 (auch Europastraße 77) abzweigt. Drei Kilometer Luftlinie entfernt befindet sich der Bahnhof Salessje-Nowoje an der Bahnstrecke Kaliningrad–Sowetsk (Königsberg–Tilsit).

## Geschichte
Das seinerzeit Rogainen genannte kleine Dorf bestand vor 1945 lediglich aus ein paar kleinen Höfen und Gehöften. Zwischen 1874 und 1945 war der Ort in den Amtsbezirk Uszballen/Uschballen (1938 bis 1945 „Amtsbezirk Mühlenau“, der Ort existiert nicht mehr) eingegliedert, der zum Kreis Labiau im Regierungsbezirk Königsberg der preußischen Provinz Ostpreußen gehörte. Im Jahre 1910 waren in Rogainen 158 Einwohner gemeldet, im Jahre 1933 waren es 149.
Am 3. Juni 1938 – mit amtlicher Bestätigung vom 16. Juli 1938 – wurde Rogainen aus ideologischen Gründen der Beseitigung fremdländisch klingender Ortsnamen in „Hornfelde“ umbenannt. Am 1. April 1939 gab Hornfelde seine Eigenständigkeit auf und schloss sich mit den Gemeinden Daudertshöfen (bis 1938: Lappienen, nicht mehr existent) und Mörnersfelde (bis 1938: Skieslauken, russisch: Oruscheinoje, nicht mehr existent) zur neuen Gemeinde Mörnersfelde zusammen.
In Kriegsfolge kam Hornfelde 1945 mit dem nördlichen Ostpreußen zur Sowjetunion. Im Jahr 1947 erhielt der Ort (als Rogainen) den russischen Namen Sujewka und wurde gleichzeitig dem Dorfsowjet Salessowski selski Sowet im Rajon Bolschakowo zugeordnet. Seit 1965 gehört der Ort zum Rajon Polessk. Von 2008 bis 2016 gehörte Sujewka zur Landgemeinde Salessowskoje selskoje posselenije und seither zum Stadtkreis Polessk.

## Kirche
Mehrheitlich war die Bevölkerung Rogainens resp. Hornfeldes vor 1945 evangelischer Konfession. Das Dorf war in das Kirchspiel der Kirche Popelken eingepfarrt und gehörte so zum Kirchenkreis Labiau in der Kirchenprovinz Ostpreußen der Kirche der Altpreußischen Union. Heute liegt Sujewka im Einzugsgebiet der evangelisch-lutherischen Gemeinde in Bolschakowo, einer Filialgemeinde in der Kirchenregion der Salzburger Kirche in Gussew (Gumbinnen) innerhalb der Propstei Kaliningrad (Königsberg) der Evangelisch-lutherischen Kirche Europäisches Russland.